# Seven Men from Now
Seven Men from Now (Brasil: Sete Homens sem Destino / Portugal: Sete Homens para Matar) é um filme norte-americano de 1956, do gênero faroeste, dirigido por Budd Boetticher e estrelado por Randolph Scott e Gail Russell.
Seven Men from Now é o primeiro dos sete prestigiados filmes da parceria Scott/Boetticher, produzidos entre 1956 e 1960. Na maioria deles, Scott procura vingar-se dos homens que mataram sua esposa. Em geral, os homens maus são mais interessantes que o mocinho, e em Seven Men from Now Lee Marvin entrega uma elogiada interpretação do bandido Bill Masters.

## Sinopse
Ben Stride percorre as planícies do Oeste à procura dos sete homens responsáveis pela morte de sua esposa em um assalto à Wells Fargo. No deserto, encontra o casal John e Annie Greer e também Bill Masters e Payte Bodeen, criminosos de olho no ouro que John leva secretamente. Tudo se resolve após um ataque de índios.

## Elenco
| Ator/Atriz     | Personagem      |
| -------------- | --------------- |
| Randolph Scott | Ben Stride      |
| Gail Russell   | Annie Greer     |
| Lee Marvin     | Bill Masters    |
| Walter Reed    | John Greer      |
| John Larch     | Payte Bodeen    |
| Donald Barry   | Clete           |
| John Beradino  | Clint           |
| John Phillips  | Jed             |
| Chuck Roberson | Mason           |
| Stuart Whitman | Tenente Collins |
| Pamela Duncan  | Nellie          |
| Steve Mitchell | Fowler          |